# Venjança a la presó
Venjança a la presó (títol original, Riot) és una pel·lícula d'acció de 2015, dirigida per John Lyde, que al seu torn la va escriure juntament amb Spanky Dustin Ward, musicalitzada per James Schafer. Els protagonistes són Matthew Reese, Dolph Lundgren i Chuck Liddell, entre d'altres. El film va ser realitzat per Mainstay Productions, Matthew Reese Films i VMI Worldwide. Es va estrenar el 27 de setembre de 2015. S'ha doblat i subtitulat al català.

## Sinopsi
El policia Jack Stone atraca un banc de la màfia russa, per tal que el portin a la mateixa presó que el líder de la màfia, que va matar la seva dona. Un presidiari l'ajuda i hi ha abundants combats.